# Lutjanus semicinctus
Lutjanus semicinctus là một loài cá biển thuộc chi Lutjanus trong họ Cá hồng. Loài này được mô tả lần đầu tiên vào năm 1824.

## Từ nguyên
Từ định danh semicinctus được ghép bởi hai âm tiết trong tiếng Latinh: semi ("một nửa") và cinctus ("quấn quanh"), hàm ý đề cập đến các vạch đen ngắn ở nửa trên của loài cá này.

## Phân bố và môi trường sống
L. semicinctus có phân bố tương đối giới hạn trong vùng Tây Thái Bình Dương, từ Philippines về phía nam đến Đông Indonesia, các đảo thuộc Melanesia, Tonga và Queensland (Úc), về phía đông đến quần đảo Caroline và Kiribati.
L. semicinctus sống gần rạn san hô, thường thấy ở độ sâu trong khoảng 5–36 m.

## Mô tả
Chiều dài cơ thể lớn nhất được ghi nhận ở L. semicinctus là gần 35 cm, thường bắt gặp với chiều dài trung bình khoảng 20 cm.
Lưng và thân trên màu lục xám, thân dưới và bụng trắng. Có 7 vạch nâu đen từ lưng dọc xuống thân dưới. Một đốm đen lớn bao phủ cuống và gốc vây đuôi. Các vây vàng nâu, đôi khi phớt đỏ, ngoại trừ vây bụng và vây ngực trắng nhạt.
Số gai ở vây lưng: 10; Số tia vây ở vây lưng: 13; Số gai ở vây hậu môn: 3; Số tia vây ở vây hậu môn: 8–9; Số tia vây ở vây ngực: 16.

## Sinh thái
Thức ăn của L. semicinctus có thể bao gồm cá nhỏ và một số loài thủy sinh không xương sống khác.

## Giá trị
L. semicinctus có tầm quan trọng trong nghề đánh bắt thủ công, thường được bán tươi trong chợ cá.